# Arizona Country Club
De Arizona Country Club is een countryclub in de Verenigde Staten. De club werd opgericht in 1946, heeft een 18-holes golfbaan met een par van 72 en bevindt zich in Phoenix (Arizona).
Naast een golfbaan heeft de club ook twee tennisbanen, een fitnesscentrum, een openluchtzwembad en een kinderspeeltuin.

## Golfbaan
De golfbaan werd aangelegd in 1946 en ontworpen door de golfbaanarchitecten Ernest Suggs en Willie Wansa.
Voor het golftoernooi voor de heren is de lengte van de baan 6155 m met een par van 70. De course rating is 72 en de slope rating is 130.

## Golftoernooien
- Phoenix Open: 1955, 1957, 1959, 1961, 1963, 1965, 1967, 1969, 1971 & 1973